# Лиса и медведь (мультфильм)
«Лиса́ и медве́дь» — рисованный мультфильм, который сняла режиссёр Наталия Котовщикова (Голованова) в 1975 году по мотивам русской народной сказки.

## Сюжет
Медведь запасся на зиму бочкой мёда, но к нему приходит лиса и просится пожить в уюте денёчек. Добрый медведь соглашается. Ночью лиса просыпается и стучит хвостом по печке. Медведь вскакивает, а лиса говорит что это за ней, старой лекаркой, якобы пришли и зовут помогать — ребёнок заболел. Медведь отпускает лису, а она тихонько съедает немного мёда. На следующий день медведь делает себе сани и скатывается с горки по опавшим осенним листьям, пока ещё не зима, а лиса гуляет на поле подсолнухов. Медведь спрашивает лису: «Как ребёнка то звать?» Лиса отвечает: «Верхушечкой!» На вторую ночь лиса снова врёт, что за ней пришли, идёт на чердак и съедает ещё мёду. На следующий день повторяется то же самое — медведь катается с горки хотя ещё не зима, а лиса ходит по полю подсолнухов. Медведь снова спрашивает: «Как ребёнка зовут?» Лиса отвечает: «Серёдочкой!» На третью ночь она опять врёт, что за ней пришли, поднимается на чердак, съедает мёд до конца и засыпает перед бочкой. Утром медведь не застал лису дома и поднимается на чердак. Там он видит лису, которая спит перед пустой бочкой. «Ну что кума? Как ребёночка то звать?» — спрашивает медведь. «Остаточек», — сонно сказала лиса, а когда она проснулась и увидела медведя, то вскочила и выпрыгнула в окно. Бедный медведь остался без мёда, а ведь наступает зима.

## Создатели
| Автор сценария             | Владимир Данилов                                                             |
| Режиссёр                   | Наталия Котовщикова                                                          |
| Художник-постановщик       | Макс Жеребчевский                                                            |
| Оператор                   | Борис Котов                                                                  |
| Композитор                 | Борис Савельев (в титрах указан как Г. Савельев)                             |
| Звукооператор              | Борис Фильчиков                                                              |
| Ассистенты                 | Нина Николаева, Галина Андреева, Майя Попова                                 |
| Художники-мультипликаторы: | Владимир Арбеков, Галина Баринова, Юрий Мещеряков, Ольга Орлова, Лев Рябинин |
| Роли озвучивали:           | Люсьена Овчинникова, Роман Филиппов                                          |
| Монтажёр                   | Изабелла Герасимова                                                          |
| Редактор                   | Татьяна Папорова                                                             |
| Директор картины           | Фёдор Иванов                                                                 |

- Создатели приведены по титрам мультфильма [3][4]

## Призы
- 1976 — Приз на XIV МКФ для детей и юношества в Хихоне (Испания).